# 内藤恒仁
内藤 恒仁（ないとう つねひと、1965年12月5日 - ）は、日本の元プロレスラー。千葉県香取郡出身。

## 経歴
1986年、自費でアメリカ・フロリダ州タンパに渡り、空中正三の元で修業を積んだ。
1988年9月24日、福岡県・博多スターレーンにおける中野龍雄戦でデビュー。 
その後はPWCやDDTなどで活躍した。
なお入場テーマ曲は「Ｕのテーマ」である。